# Колєсова Олена Федорівна
Колєсова Олена Федорівна (01 серпня 1920 – 11 вересня 1942) — розвідниця, командир диверсійної  групи партизанського загону спеціального призначення (в/ч № 9903), Герой Радянського Союзу.

## Із біографії
Народилася в селянській родині (село Колесово, Ярославська область).
1928 року переїхала до Москви, де проживала в родині тітки. Навчалась у школі №52 Фрунзенського району, яку закінчила в 1936 році.
1936 – 1939 рр. – навчання в 2-му Московському педагогічному училищі (сьогодні – Московський педагогічний державний університет).
З 1939 року працювала вчителем гімнастики у школі №47 Фрунзенського району, потім – старшою вожатою.

## Роки Другої світової війни
1941 року, червень-жовтень - працювала на будівництві оборонних укріплень і допомагала у переселенні радянських громадян у західні райони.  Закінчила курси санітарних дружинниць.
1941 року, жовтень – після невтішних спроб потрапити на фронт була прийнята у групу Спрогіса Артура Карловича, начальника штабу в/ч № 9903 розвідувального відділу штабу Західного фронту. Пройшла короткочасну підготовку.
28 жовтня 1941 року вперше з групою (чотири чоловіки та три жінки) опинилася в тилу ворога: мінування доріг, знищення зв’язку, руйнування комунікаційної інфраструктури та ведення розвідки в районі станцій Тучково, Дорохово, селища  Стара Руза Руського району Московської області.
Січень 1942 року на території Калуської області (м. Сухиничі) загін, у якому була Колєсова, вступив у бій з ворожим десантом.  Група виконала завдання й затримала ворога до підходу частин 10-ї армії. Усі учасники бою були нагороджені.
1942 року, березень - вступила до лав ВКП(б).
Травень, 1942 року -  диверсійно-партизанська група з 12 дівчат під командуванням Олени  Колєсовой була скинута на парашутах у Борисівському районі Мінської області. Почалися бойові дії: партизани підривали мости, пускали під укіс військові поїзди з технікою, нападали на поліцейські ділянки, влаштовували засідки, знищували зрадників.
За Олену Колєсову гитлеровці об'явили винагороду в 30 000 марок.
З 1 травня по 11 вересня 1942 року групою був знищений міст, 4 ворожих поїзди, 3 автомашини, розгромлено 6 ворожих гарнізонів.
11 вересня 1942 року розпочалась операція щодо знищення групою Колєсової німецького гарнізону. Операція пройшла успішно, але під час бою  Олена була смертельно поранена. Похована в селищі  Миговщина Крупського району Мінської області.
1954 року останки були перенесені до братської могили міста Крупки, де поховані її бойові подруги.

## Нагороди
- Орден Червоного Прапора (1942)
- Орден Червоної Зірки (1942)
- Герой Радянського Союзу 1944 року (посмертно)
- Орден Леніна

## Пам’ять
На будівлях школи, педагогічного училища встановлені меморіальні дошки, на місці смертельного поранення й першого поховання – пам’ятні знаки.
На могилі героїні, на подвір’ї школи №2 у Крупках, у селищі Мордвіново Ярославського району встановлені пам’ятники.
Іменем Олени Колєсової названі школа №2 у Крупках, вулиці  - у селищі Зоричі Борисівського району, у містах Волгоград, Москва, Ярославль, приміський електропоїзд, що курсує Ярославським напрямком Московської залізниці.